# ZSC Lions
ZSC Lions (tidigare Zürcher Schlittschuhclub) är en ishockeyklubb från Zürich som spelar i Nationalliga A.
Klubben grundades 1930 och har blivit schweiziska mästare tio gånger: 1936, 1949, 1961, 2000, 2001, 2008, 2012, 2014, 2018 och 2024. Klubben har vunnit Continental Cup två gånger (2001 och 2002) och Spengler Cup två gånger (1944 och 1945). Dessutom vann klubben Champions Hockey League säsongerna 2008/2009 och 2024/2025. ZSC Lions spelar sina hemmamatcher i Swiss Life Arena sedan den stod färdig år 2022.

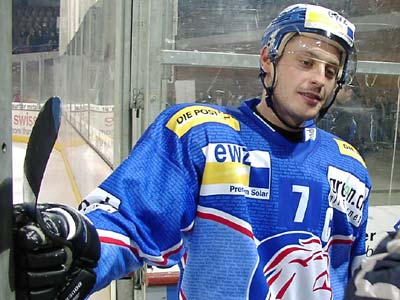
Mark Streit i ZSC Lions hemmadräkt

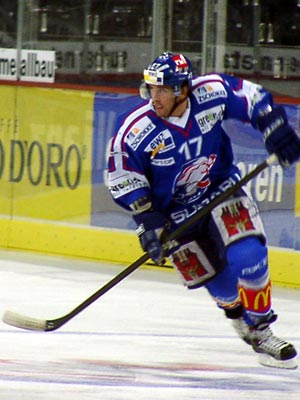
Daniel Steiner

## Spelare från Norden
- Ari Sulander  Finland
- Josef Boumedienne  Sverige
- Mikael Karlberg  Sverige
- Robert Nilsson  Sverige
- Fredrik Pettersson  Sverige
- Jesper Frödén  Sverige